# Thomas Mayne-Reid

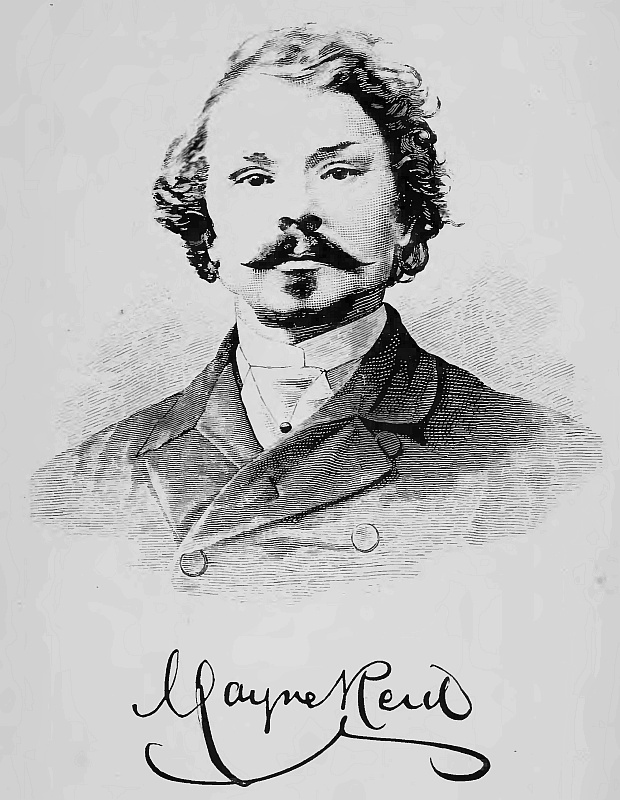
Thomas Mayne-Reid

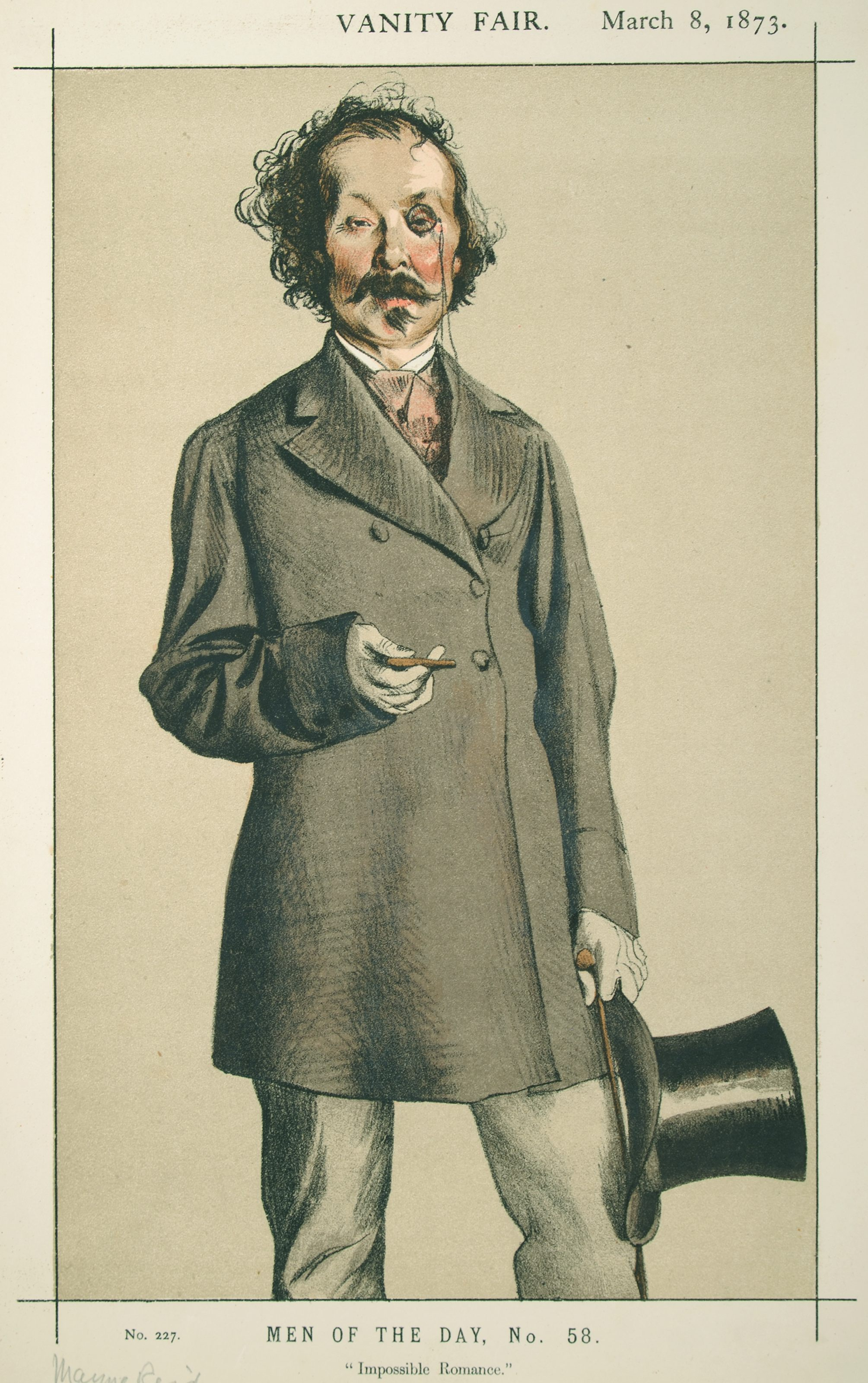
Karikatura Thomase Mayne-Reida z roku 1873.

Thomas Mayne Reid (4. duben 1818 – 22. říjen 1883) byl irskoamerický romanopisec. "Kapitán" Reid napsal mnoho dobrodružných románů příbuzných těm, které psali Frederick Marryat a Robert Louis Stevenson. Byl velkým obdivovatelem lorda Byrona. Tato díla obsahovala příběhy, které se v první řadě odehrávaly v nezkroceném prostředí: na Americkém Západě, v Mexiku, v Jižní Africe, v Himálaji a na Jamajce.

## Životopis
Narodil se v Ballyroney v hrabství Down na severu Irska, byl synem reverenda Thomase Mayne Reida seniora, který byl starším duchovním Irského generálního shromáždění. Jeho otec chtěl, aby se stal presbyteriánským ministrantem, proto nastoupil v září 1834 do Royal Academical Institution v Belfastu. Ale, přesto že tam vytrval čtyři roky, nemohl sám sebe dostatečně motivovat k dokončení studií a obdržení titulu. Vrátil se zpět domů do Ballyroney, kde učil na škole.
V prosinci 1839 se nalodil na loď Dumfriesshire mířící do New Orleansu v Louisianě, kam připlul v lednu 1840. Podnikl cestu do New Yorku a získal práci obchodníka s kukuřicí na kukuřičném trhu. Zůstal pouze šest měsíců, zprávy uvádějí, že odešel z této pozice, protože odmítal mrskat otroky v docích.
Dále se stal učitelem dětí doktora Peytona Robertsona. Brzy poté začal provozovat školu vyučující moderní angličtinu, matematiku a klasické vědy; to trvalo sedm měsíců, pak se vrátil opět na jih. Našel si práci úředníka (v obchodě buď v Natchezu v Mississippi nebo v Natchitoches v Louisianě). V roce 1843 se sám vydal na cestu do St. Louis v Missouri; tam se připojil ke společnosti, která směřovala na západ do Skalistých hor.

## Literární kariéra
Po svém návratu ze západu publikoval pod pseudonymem "Chudý badatel" (The Poor Scholar) svoji první báseň ve sbírce Kniha lady Godeyové. V roce 1843 odešel do Filadelfie v Pensylvánii a pracoval jako novinář. Tam potkal Edgara Allana Poea a z těch dvou se na čas stali přátelé pro pitky. Poe měl prý později Reida nazvat "kolosálním, ale nejbarvitějším lhářem. Lže v překvapivé míře, ale s koncem umělce a proto jsem ho pozorně poslouchal".
3. prosince 1846 se připojil k Pěšímu pluku prvních newyorských dobrovolníků, kteří bojovali v mexicko-americké válce a získal hodnost druhého nadporučíka. O měsíc později skončil ve Veracuzu s armádou majora generála Winfielda Scotta. Pod pseudonymem "Ecolier" byl korespondentem pro noviny Spirit of the Times ze St. Louis. 13. září, v bitvě u Chapultepece, utržil vážnou ránu na stehně; o tři dny později byl povýšen na prvního nadporučíka, protože během bitvy ukázal velkou odvahu. V květnu 1848 byl propuštěn z armády.
Jeho první hra, Mučedník lásky, se hrála v říjnu 1848 v divadle na Walnut Street v New Yorku po pět večerů. 27. června 1849 vydal Válečný život, vzpomínky na svoji službu ve válce.
Když se dozvěděl o revoluci roku 1848, odešel do Anglie, aby se stal dobrovolníkem. Ale poté, co přeplutí Atlantiku změnilo jeho myšlenky, se místo toho vrátil domů do Irska. Krátce se přestěhoval do Londýna a v roce 1850 vydal svůj první román Hlídka střelců. Ten byl následován Lovci skalpů (1851); věnováno komodorovi Edwinu W. Mooreovi, kterého potkal v roce 1841, Domov v poušti (1851) a Lovci chlapců (1855). Poslední z nich je situována do Texasu a Louisiany a byla "mladistvým vědeckým cestopisem". Stala se oblíbenou knihou mladého Theodora Roosevelta, který se stal velkým Reidovým fanouškem. Ten samý rok se oženil s dcerou vydavatele G. W. Hydeho, anglického aristokrata, s Elizabeth Hydeovou, 15letou mladou dámou.
Po nějaké době, kterou strávil se svoji novou nevěstou a po líbánkách se vrátil k psaní. Pokračoval v umisťování svých románů na svých dobrodružstvích po Americe a vytvořil několik úspěšných románů: Bílý šéf (1855), Černobílá krev (1856), Oceola (1859) a Bezhlavý jezdec (1866).
Volně utrácel peníze, včetně stavby "Ranče", důkladné kopie mexické haciendy, které viděl během mexicko-americké války. Tento extravagantní život ho donutil v listopadu 1866 vyhlásit bankrot. Následujícího října se přestěhoval do Newportu na Rhode Islandu a v roce 1867 se vrátil zpět do New Yorku a založil časopis Onward Magazine.
Vyučoval ve Steinway Hall v New Yorku a v roce 1868 vydal román Bezmocná ruka. Ale v tomto období nebyla Amerika k Reidovi tak přívětivá. Rána, kterou utržil u Chapultepecu, ho začala trápit a v červnu 1870 byl na několik měsíců hospitalizován u sv. Lukáše. Protože Elizabeth nenáviděla Ameriku, tak se po svém propuštění z nemocnice spolu se svou ženou vrátil 22. října 1870 do Anglie a žil v Ross on Wye v Herefordshire.
Brzy byl zase hospitalizován, protože trpěl akutní skleslostí. Zkoušel psát, ale dokončil pouze málo projektů. Většinou žil ze své penze z americké armády, což nebylo dost k zachránění jeho situace. Ve věku 65 let zemřel v Londýně a byl pohřben na hřbitově Kensal Green. Citace z Lovců skalpů je na jeho náhrobku: "toto je plevelnatá prérie", mylně je tento citát nazýván "To je Boží zahrada".
Knihy jako např. Mladí cestovatelé získali velkou popularitu, obzvláště u chlapců. Byl také velmi oblíbený v celém světě; jeho příběhy z Amerického západu chytly děti všude, včetně Evropy a Ruska. Mezi jeho knihami, které byly populární v překladech v Polsku a Rusku, byly Hlídka střelců, Lovci skalpů, Lovci chlapců a Bezhlavý jezdec. Vladimir Nabokov označil Bezhlavého jezdce na koni za oblíbený dobrodružný román svého dětství, "který mu podal představu o prériích a velkých otevřených pláních a klenoucí se obloze". Ve věku 11 let dokonce Nabokov Bezhlavého jezdce přeložil do francouzského alexandrínu.
Ačkoliv Mayne Reid sám sebe nazýval, jak je často uváděno, "kapitánem", Historický registr a slovník americké armády Francise B. Heitmana zná pouze jako nadporučíka.

## Výběrová bibliografie
- Hlídka střelců (1850, The Rifle Rangers; or, Adventures in Southern Mexico),
- Lovci skalpů (1851, The Scalp Hunters),
- Domov v poušti (1851, The Desert Home: The Adventures of a Lost Family in the Wilderness),
- Lovci chlapců (1855, The Boy Hunters, or, Adventures in Search of a White Buffalo),
- Bílý šéf (1855, The White Chief),
- Černobílá krev (1856, The Quadroon: or, A Lover's Adventures in Louisiana),
- Chlapci z buše (1856, The Bush Boys: History and Adventures of a Cape Farmer and His Family),
- Osceola Seminole neboli Červený kolouch z květinové země (1858, Osceola the Seminole, or, The Red Fawn of the Flower Land),
- Válečná stezka (1857, The War Trail; or, The Hunt of the Wild Horse)
- Opuštěný ranč (1860, The Lone Ranche),
- Mladí otroci (1865, The Boy Slaves)
- Bezhlavý jezdec (1866, The Headless Horseman: A Strange Story of Texas),
- Lovci žiraf (1867, The Giraffe Hunters),
- Po vodě pralesem (1868, Afloat in The Forest; or A Voyage Among the Tree-Tops),
- Bílá squaw (1868, The White Squaw),
- Bezmocná ruka (1868, The Helpless Hand),
- Trosečníci (1870, The Castaways),
- Vystěhovalci transvaalští (1870, The Vee-Boers: A Tale of Adventure in Southern Africa),
- Prst osudu (1872, The Finger of Fate),
- Smrtelná střela (1873, The Death Shot; or, Tracked to Death),
- Kubánský patriot (1873, The Cuban Patriot, or, The Beautiful Creole: An Episode of the Cuban Revolution),
- Mladí cestovatelé (1875, The Young Yagers, or, A Narrative of Hunting Adventures in Southern Africa),
- Kanibal (1878, The Man-Eaters),
- Strašidelná loď (1879, The Specter Barque: A Tale of the Pacific),
- Země pirátů (1879, The Land Pirates, or, The League of Devil's Island: A Tale of the Mississippi)
- Ztracená hora (1885, The Lost Mountain: A Tale of Sonora)
- Bílá rukavice (1892, The White Gauntlet)

## Filmové adaptace
- El último mexicano (1960), mexický film podle románu Bezhlavý jezdec, režie Juan Bustillo Oro.
- Всадник без головы (1972, Bezhlavý jezdec), ruský sovětský film, režie Vladimir Vajnštok.

## Rozhlasové adaptace
- 1991 Bezhlavý jezdec, rozhlasová hra v Českém rozhlasu hrají: Zeb Stump, lovec zvěře (Ladislav Mrkvička), Maurice Gerald (Vladimír Dlouhý), Cassius Calhoun (Jiří Schwarz), Luisa Poindexterová (Ilona Svobodová), Henry, její bratr (Lukáš Vaculík), Kojot (Jan Vlasák), služebná Florinda (Veronika Žilková), Robberts, major (Karel Hábl), soudce (Jiří Klem), voják (Jiří Prager), hospodský (Vlastimil Bedrna). Dále účinkují Artur Šviha, Miroslav Krejča, Zdeněk Hess, Ladislav Brothánek a Tomáš Jančařík, dramatizace: Jarmila Svobodová, režie: Ivan Holeček, hudba: Vladimír Zahradníček, dramaturgie: Ivan Hejna[2]
- 2012 Pouť za královnou Navajů, hrají: Jaroslav Plesl, Petr Oliva, Pavel Rímský, Anna Suchánková a další, rozhlasová úprava: Věra Eliášková, režie: Jiří Strohner [3]

## Česká vydání
- Kongo, čili, Lovecká dobrodružství v Jižní Africe, Josef Pospíšil, Praha 1880.
- Bezhlavý jezdec - povídka z lesů Texasských v Americe, F. Kytka, Praha 1883, přeložil a upravil Matěj Karas.
- Bezhlavý jezdec - román ze stepí a pustin Texaských, Alois Hynek, Praha 1897, přeložil J. T.
- Za běloušem, Josef R. Vilímek, Praha 1899, přeložil Emil Wiesner.
- Vystěhovalci v Transvaalu, Alois Neubert, Jilemnice 1900, přeložil Alfons Bohumil Šťastný.
- Vystěhovalci transvaalští, Národní tiskárna a nakladatelství, Praha 1900, přeložil Adolf Hradil.
- Prázdniny mladých Boerů, Československá grafická unie, Praha 1921, přeložil Karel Popelka.
- Lovci žiraf, Šolc a Šimáček, Praha 1926, přeložil Vincenc Jirásek.
- Doňa Isolina de Vargas, Šolc a Šimáček, Praha 1926, přeložil Theodor Pohanka.
- Bělouš prérie, Josef R. Vilímek, Praha 1931, přeložil Zdeněk Hobzík.
- Lovci skalpů, Toužimský a Moravec, Praha 1937, přeložil František Heller.
- Bezhlavý jezdec, SNDK, Praha 1959, přeložil Vladimír Svoboda, znovu 1966,
- Černobílá krev, SNDK, Praha 1966, přeložila Alena Matysová.
- Bezhlavý jezdec, Albatros, Praha 1972, zkrácené vydání překladu Vladimíra Svobody, znovu 1988 a 1994.
- Lovci skalpů, Gabi, Český Těšín 1997, přeložil František Heller.